# Кабанэ
Кабанэ (яп. 姓) — наследственный титул в древней Японии V—VIII веков, определявший место, роль, уровень аристократичности и род занятий глав родовых организаций удзи в японской общественно-политической системе.

## История
Вокруг происхождения слова «кабанэ» существует три основные теории. Защитники первой утверждают, что оно происходит от титула глав посёлков «кабу-нэ», который дословно означает «корень пня» или «основа поселения» и обозначает лидера определённого населенного пункта. Апологеты второго связывают «кабанэ» с древнеяпонским словом «кабанэ» (скелет), предполагая, что в древнеяпонском обществе понятие «кость» было аналогичным понятию «крови» в средневековых аристократических обществах Западного мира . Представители третьей теории убеждены, что идея «кабанэ» пришла в Японию из корейского государства Силла, где существовала подобная японской система наследственных «рангов кости» гольпум.
В IV—V веках кабанэ был титулом местной знати — глав родовых организаций удзи, но в VI—VII веках, с усилением власти вождей яматоских племён окими, будущих Императоров Японии, состоялась реформа японской общественно-политической системы, в результате которой эти титулы были иерархизованы, прикреплены к определённым государственным должностям, а право их предоставления постепенно монополизировали яматоские монархи. Образовалась титулярно-родовая система — удзи-кабанэ, которая определяла место и роль придворной и региональной аристократии в молодом японском государстве Ямато.
Наиболее представительными кабанэ, обозначавшими ранг и степень придворных аристократических родов в общественно-политической системе V—VI веков, были:
- Кими (яп. 君, «принц»)
- Атаи (яп. 直, «прямой слуга»)
- Оми (яп. 臣, «слуга», «придворный»)
- Мурадзи (яп. 连, «глава села»)
- Мияцуко (яп. 造, «дворцовый сын»)
- Обито (яп. 首, «большой человек»)

Существовали также кабанэ для региональной знати:
- Куниномияцуко (яп. 国造, «краевой дворцовый сын»)
- Агатануси (яп. 県主, «уездный хозяин»)
- Инаги (яп. 稲置)

Среди всех аристократических титулов выделялся кабанэ коникиси (王), который предоставлялся только потомкам ванов уничтоженного корейского государства Пэкче, союзником которого была Япония.
В 684 году Император Тэмму провёл реформу наследственных титулов, установив «восемь кабанэ»:
- Махито (яп. 真人)
- Асон (яп. 朝臣)
- Сукунэ (яп. 宿祢)
- Имики (яп. 忌寸)
- Митиноси (яп. 道师)
- Оми (яп. 臣)
- Мурадзи (яп. 连)
- Инаки (яп. 稲置).

Аристократическим родам удзи, которые были в тесных отношениях с Императорским домом, монарх присваивал высокие кабанэ «махито», «асон» и «сукунэ», пытаясь усилить своё влияние на японский политикум. Реформа способствовала дифференциации знати на высшую и низшую, укрепляла позиции придворных и ослабляла позиции региональных аристократов.
С установлением в Японии правовой системы рицурё в VIII—IX веках, которая уменьшила родовую коррупцию и способствовала притоку способных и незнатных людей из провинции в японский центральный аппарат, титул кабанэ утратил своё политическое значение. Он лишился связи с рангами и должностями, превратившись в формальное дополнение к имени, указатель родовитости дома или лица.
Окончательно система кабанэ перестала существовать в 1875 году.